# Amblops
Amblops is een geslacht van kevers uit de familie van de loopkevers (Carabidae). De wetenschappelijke naam van het geslacht is voor het eerst geldig gepubliceerd in 1931 door Andrewes.

## Soorten
Het geslacht Amblops is monotypisch en omvat slechts de volgende soort:
- Amblops piceus Andrewes, 1931